# Peter Brakelmann
Heinz-Peter Brakelmann (* 7. April 1958 in Wuppertal; † 11. Juni 2011 ebenda) war ein deutscher Politiker.

## Leben
Brakelmann, 1958 in Wuppertal geboren, absolvierte 1973 seinen Hauptschulabschluss. Er machte eine Lehre als Betriebsschlosser und arbeitete danach als Entstörungsmonteur und Vorarbeiter bei den Wuppertaler Stadtwerken, ab 1994 im Betriebsrat. 1980 trat er in die CDU ein. Von 1989 bis 1994 war er Mitglied der Bezirksvertretung Wuppertal-Barmen. 1999 wurde er stellvertretender Vorsitzender des Bezirksverbandes Bergisches Land der Christlich-Demokratischen Arbeitnehmerschaft (CDA). Von 1994 bis 2005 war er Mitglied im Rat der Stadt Wuppertal, dort wurde er von 1999 bis 2005 stellvertretender Fraktionsvorsitzender. Peter Brakelmann war Mitglied der Gewerkschaft ver.di.
Bei der Landtagswahl 2005 wurde Brakelmann im Wahlkreis 32 (Wuppertal II) als Direktkandidat der CDU in den  nordrhein-westfälischen Landtag gewählt. Er war Abgeordneter vom 8. Juni 2005 bis zum 8. Juni 2010. Seine Haupt-Aufgabenfelder waren hier Arbeit, Gesundheit und Soziales. Bei der Wahl 2010 wurde er nicht wieder in den Landtag gewählt. 
Er erlag am 11. Juni 2011 einer schweren Krankheit.